# Metello (romanzo)
Metello è un romanzo storico di Vasco Pratolini scritto nel 1952 ma pubblicato nel 1955. È il primo libro della trilogia Una storia italiana, che comprende anche i successivi Lo scialo e Allegoria e derisione.
Metello è un romanzo storico di formazione che, seguendo le vicende di un eroe popolare, abbraccia un arco di tempo che va dal 1875 al 1902, il periodo forse più difficile e complesso della storia italiana dopo l'Unità: sono gli anni delle violente repressioni governative nei confronti degli operai, che, organizzandosi per la prima volta in sindacati, assumono progressiva e decisa coscienza dei propri diritti, si identificano in un partito unitario e scoprono una nuova arma: lo sciopero.
Il romanzo ha vinto nel 1955 il Premio Viareggio (sezione Narrativa) e nel 1970 Mauro Bolognini ne ha tratto il film omonimo presentato con successo al Festival di Cannes.

## Trama
Il protagonista del romanzo, Metello Salani, è figlio del renaiolo (operaio addetto all'estrazione della ghiaia dal greto del fiume) anarchico Caco, morto affogato nell'Arno in un incidente di lavoro; la madre invece era morta di parto pochi mesi prima, e il bimbo era stato messo a balia fuori Firenze, da Isolina Tinaj. Alla morte del padre, Metello viene allevato insieme ai figli naturali dei Tinaj fino ai 15 anni, lavorando la campagna.
A causa di problemi con le forze dell'ordine, Eugenio, marito di Isolina, decide di cercare lavoro in Belgio e parte con la famiglia, escludendo però Metello che non ottiene il permesso non essendo adottato. Il giorno in cui i Tinaj partono dalla stazione, Metello scappa e raggiunge Firenze, la città in cui è nato, dove trova per caso lavoro come scaricatore presso i mercati generali. Qui viene preso in simpatia da Betto, un anarchico che era stato amico di suo padre Caco: nonostante abbia un minimo d'istruzione, fa un lavoro umile e, a causa dell'attività repressiva della polizia contro le organizzazioni operaie, entra ed esce di prigione; Betto insegna al ragazzo a leggere e scrivere e assume la funzione del padre che gli è sempre mancato.
Metello comincia a lavorare come manovale nell'impresa edile Badolati. Un giorno Betto scompare nel nulla, nessuno se ne interessa; Metello si reca a denunciare la scomparsa alle forze dell'ordine che, per tutta risposta, gli fanno trascorrere due giorni "in carbonaia". Nei due giorni passati in carcere sente per la prima volta parlare di socialismo, uguaglianza e di lavoro che va pagato equamente.
Per arrotondare la paga, dopo il lavoro si reca presso famiglie di ortolani dove intesse una relazione con Viola, una vedova di mezza età che lo inizia al sesso e a trattare con dimestichezza le donne. In cantiere viene anche promosso “mezzo muratore” e si iscrive alla Camera del Lavoro, dappertutto i socialisti stanno soppiantando gli anarchici. A vent'anni Metello parte per il servizio militare a Napoli, i tre anni più inutili della propria vita.
Una volta congedato torna a casa; Viola si è sposata con un uomo di 18 anni più giovane, ha avuto un figlio che probabilmente è di Metello. Dopo un periodo di difficoltà, viene di nuovo assunto dall'ing. Badolati, anche se il padrone si è accorto che il giovane è molto vicino ai socialisti. Durante lo sciopero delle sigaraie infatti Metello dà una mano ai compagni della Camera del Lavoro. Un giorno il suo collega muratore Pallesi, vecchio anarchico, muore cadendo dall'impalcatura; al funerale Metello conosce la figlia Ersilia, quindicenne, che lo ringrazia per la colletta a favore della famiglia.
Arrestato durante i moti operai del maggio del 1898, mentre si trova nel carcere delle Murate sente dalle finestre la voce di Ersilia, venuta a confortarlo insieme alle mogli e alle madri degli altri operai; Metello decide che la sposerà appena uscito di galera. Mentre si trova deportato al confino, Ersilia trova lavoro in un laboratorio di fiori finti; il padrone si invaghisce di lei e vuole sposarla, lei accetta spinta dalla miseria ma si ricrede quando si accorge che lui disprezza i manifestanti in lotta per il pane. Lascia il lavoro, viene assunta come faticante all'ospedale, intreccia una fitta corrispondenza con Metello; quando lui viene liberato con sei mesi d'anticipo, il 5 gennaio 1900, si presenta di sorpresa all'ospedale dopo che Ersilia ha terminato il turno di notte ed è così che diventano ufficialmente una coppia. Lei ha quasi vent'anni, ha già predisposto tutto per ospitarlo a casa della madre nel quartiere di San Frediano.
Metello viene riassunto dall'ingegnere Badolati e ora il lavoro non manca; i soldi sono comunque pochi, ma, con la buona volontà e l'amore, la loro unione si consolida. Nasce un figlio al quale mettono il nome di Libero. I due si trasferiscono in affitto in Oltrarno; nella nuova abitazione Ersilia, che ha lasciato il lavoro in ospedale, stringe amicizia con le vicine; si incontra spesso in particolare con Ida Lombardi, giovane sposa di un mosaicista, che sembra covare una passione per Metello.
Dal Belgio torna a sorpresa Olindo Tinaj, fratello di latte di Metello, che dopo 10 anni di lavoro in miniera ha avuto un incidente. Rimpatriato con la famiglia, ha bisogno di un lavoro e spera che Metello possa farlo assumere come manovale. Metello si iscrive al partito socialista (che ora ha rappresentanti in Parlamento e un quotidiano nazionale) e viene tenuto in alta considerazione sia in cantiere che alla Camera del Lavoro. Sempre disponibile verso i compagni, è anche consapevole delle sue responsabilità e dei doveri di marito e padre. È pronto a battersi per una grave ingiustizia o un sopruso intollerabile, ma è anche conscio del fatto che lavorare è necessario per guadagnarsi il salario e assicurare una tranquillità economica alla famiglia.
Il 4 aprile 1901 Metello partecipa a un congresso dei lavoratori edili in un teatro romano, con delegati di tutte le regioni d'Italia. Si decide lo sciopero per ottenere un piccolo aumento di paga oraria, Metello sarà il delegato dei lavoratori per trattare con l'ing. Badolati.
Dopo due settimane di sciopero, messo in atto l'anno seguente, nei vari cantieri i muratori trovano affisso un cartello che dice che coloro che fossero tornati al lavoro il lunedì successivo avrebbero avuto il lavoro assicurato per tutta la stagione, gli altri invece si potevano considerare licenziati. Gli animi cominciarono a vacillare dopo il secondo sabato senza salario. Metello è combattuto e sente la responsabilità sulle proprie spalle: non sa se capitolare o meno.
Metello si scopre intanto invaghito di Ida, alla quale il suo pensiero è sempre rivolto. La sua attrazione nei confronti della donna è puramente fisica; l'occasione si presenta un giorno in cui la moglie Ersilia è andata con Libero a trovare la madre a San Frediano, e Ida, sola in casa, invita Metello a bere un'aranciata: i due finiscono con il fare l'amore. Ersilia scopre subito e per caso la tresca. Soffre ma non prova risentimento verso di lui, si sente tradita dall'amica. È con lei che vanno regolati i conti ma senza scalpore, senza tragedie.
Quando la sera del giorno dopo Ida torna dall'appuntamento con l'amante, Ersilia è sul pianerottolo che l'attende. La prende a schiaffi e, quando arriva suo marito Cesare, Ersilia si inventa che l'amica ha preso un'insolazione. Metello torna a casa corrucciato poiché alcuni muratori esasperati e ridotti alla fame vogliono riprendere il lavoro, tra questi Olindo e il Tedesco. Del Buono, il segretario della Camera del Lavoro, tenta in tutti i modi di convincerli a resistere, arrendersi proprio ora vorrebbe dire lasciare carta bianca ai padroni per il futuro, consentendo loro di dettare tutte le condizioni di lavoro. Gli imprenditori cercano pretesti per perseguire i capi della sommossa e i rappresentanti dei vari cantieri, tra cui Metello stesso, e la trovano in una rissa tra scioperanti. Del Buono e altri vengono arrestati e la Camera del Lavoro chiusa.
Metello non si sente in colpa nei confronti di Ersilia perché per lui la relazione con Ida non ha contato nulla, è solo attrazione fisica. È invece inquieto per un possibile fallimento dello sciopero per il quale si sentirebbe in colpa, dato il comportamento del fratellastro Olindo: se lui fosse stato con i compagni invece che con Ida, lo avrebbe sicuramente dissuaso dal rompere l'unità dei muratori. Al mattino molto presto, gli scioperanti più attivi si recano ciascuno sul posto di lavoro per tentare un picchettaggio ma scoprono con amarezza che i crumiri hanno dormito nel cantiere. In tutti i cantieri è stato affisso un cartello che ordina a tutti quelli che intendono riprendere il lavoro di sottoscrivere una dichiarazione con la quale riconoscano eque e legittime le tariffe fissate dall'Associazione Costruttori Edili e si impegnino per il futuro a non partecipare più ad alcuna manifestazione promossa dalla Camera del Lavoro. Nel cantiere Badolati si comunica inoltre il licenziamento di tre muratori, tra cui Metello.
Alla presenza della forza pubblica, l'ingegnere domanda uno per uno agli scioperanti di rientrare ma nessuno accetta, e subito scoppia una rissa tra i “crumiri” e gli oltranzisti. Un poliziotto spara e colpisce in pieno petto il Tedesco, accanto a Metello. Il muratore viene portato all'ospedale, e quasi contemporaneamente arriva Del Buono in calesse, appena scarcerato per ordine del Prefetto. Infatti a Roma il primo ministro Giolitti ha costretto le associazioni dei datori di lavoro a accordarsi con i sindacati. I licenziamenti sono stati annullati e la Camera del Lavoro riaperta. I lavoratori ottengono un minimo aumento di stipendio; sono anche arrivati i soldi della sottoscrizione tra gli altri operai.
Tuttavia, appena ripreso il lavoro avviene un incidente mortale, il decano dei muratori Lippi e il giovane Renzoni precipitano nel vuoto e perdono la vita. Anche il Tedesco muore sotto i ferri chirurgici. Ida parte per il mare con il marito Cesare, al ritorno si trasferiranno in un'altra casa. La mattina seguente Metello viene arrestato insieme a tutti gli altri muratori oltranzisti che si sono prestati al picchettaggio. Vengono imputati di attentato e ribellione alla forza pubblica, istigazione alla sommossa e associazione a delinquere e tenuti in carcere senza processo per 6 mesi, prima di essere scarcerati per l'inconsistenza delle accuse.
Durante la carcerazione, a casa Salani arriva una busta anonima che contiene un biglietto da 100 lire; Metello comprende che il mittente non può essere che Viola. Intanto Ersilia scopre di essere nuovamente incinta. A dicembre finalmente i 19 ex scioperanti vengono rilasciati; una volta di più Metello esprime il proposito di non occuparsi più di politica, ma forse è il primo a non crederci.

## Protagonisti
- Metello Salani, nato nel 1872, orfano a pochi mesi di vita.
- Caco Salani, padre di Metello, affogato in Arno.
- Isolina Tinaj, balia di Metello, lo alleva poi insieme ai figli quando il bambino diventa orfano.
- Betto ***, lavoratore che si proclama anarchico, è stato compagno di Caco Salani; abita nello stesso edificio nel quale Metello è nato.
- l'ingegner Badolati, costruttore edile, è il datore di lavoro di Metello.
- Ersilia Pallesi, figlia di un collega di Metello morto in un incidente sul lavoro, diventa sua moglie.
- Ida Lombardi, vicina di casa dei Salani, moglie di un mosaicista.
- Cesare Lombardi, marito di Ida.
- Olindo Tinaj, figlio di Isolina e fratello di latte di Metello, torna a Firenze dopo vent'anni in Belgio.
- Del Buono, dirigente della Camera del Lavoro di Firenze.
- il Tedesco, muratore soprannominato così perché ha lavorato in Germania e sposato una cittadina tedesca.
- Lippi, tra i muratori dell'impresa Badolati è il più vecchio, il decano.

## Critica
In calce alla prima edizione Vallecchi del 1955 appare una data di composizione, 1952, che tuttavia si riferisce solo all'inizio del lavoro di scrittura, protrattosi per i due anni successivi. Pratolini ne inizia la stesura dopo avere scritto la maggior parte del successivo romanzo della trilogia che diventerà «Una storia italiana», vale a dire Lo scialo, con l'intento di recuperare a questo grande affresco narrativo anche gli inizi del secolo, e gli albori del movimento operaio.
Titolo di lavorazione rimane a lungo Il figlio di Caco, poi diventa Il figlio del renajolo e infine esce nella prima edizione (gennaio 1955) semplicemente come Una storia italiana: siccome però sulla sovracoperta è stampato in caratteri bianchi su fondo grigio, mentre il sottotitolo Metello appare in rosso, il libro comincia a essere conosciuto così. A partire dalla successiva edizione Mondadori, Una storia italiana – I diventerà il sottotitolo.
La critica marxista, più vicina al tema del romanzo e all'autore, si divide in due. La corrente contraria, capeggiata da Carlo Muscetta e dalla rivista Società, ritiene lo stile di Pratolini "inguaribilmente idillico" e l'autore ideologicamente carente, incapace di analizzare il quadro storico del tempo:
(Carlo Muscetta)
Carlo Salinari è invece la figura principale della corrente favorevole al romanzo, che giudica un notevole passo avanti nella carriera dell'autore:
(Carlo Salinari)
In un certo senso, Metello ha rappresentato il culmine del neorealismo letterario italiano, ma anche l'inizio di una discussione intorno ai suoi limiti.
Nel 1993 va segnalato il contributo fornito dal critico Giancarlo Bertoncini (cfr. Il romanzo di Pratolini, Mucchi editore, 1993) che ha messo in luce come il romanzo abbia una finalità pedagogico-civile per cui nella maturazione di Metello partecipa attivamente il lettore che ha modo di riflettere sul senso delle esperienze di vita dei personaggi. Pratolini sottolinea l'importanza della lettura nella formazione dei personaggi come si può osservare nel protagonista in cui "l'educazione dei sentimenti" (ovvero della coscienza di classe) procede non solo attraverso l'esperienze sociali e le lotte di classi ma anche leggendo il quotidiano "Avanti", "I lavoratori del mare", la "Divina Commedia".
Attraverso il romanzo Pratolini mette in luce la sua visione del mondo (Weltanschauung) che consiste nei conflitti insiti nella vita:" natura/storia, istinto/storia, istinto/ragione, cuore/ideologia, istinto di classe/coscienza di classe".
Tuttavia, osserva Bertocini, che per il narratore fiorentino la dottrina marxista che spiega i conflitti sociali in una dimensione esclusivamente economica è "insufficiente a spiegare per intero il mondo"; lo stesso Pratolini nel saggio "Cronache fiorentine del XX secolo" scritto nel 1947 sul "Politecnico" aveva preso posizione in merito all'ideologia marxista. In questa prospettiva l'autore sente l'influenza della psicoanalisi in quanto vi è un'attenta analisi psicologica dei personaggi in cui emerge il "male di vivere", la noia in chiave esistenzialistica. Nei romanzi quali il "Quartiere" e "Metello" la solidarietà, osserva Bertoncini, vince sul vizio :la colpa di Metello consiste nell'abbandonare i compagni "in un momento particolarmente impegnativo della lotta". Inoltre nel romanzo vi è una pluralità di linguaggi all'interno ed "è un narrare che sviluppa procedimenti affini o assimilabili a quelli del linguaggio cinematografico" (dall'uso del dettaglio alla varietà dei campi). In Metello compaiono diversi registri: dall'uso degli epiteti propri del parlato alla scrittura epistolare, alla "teatralità" rappresentata dai dialoghi che "sono il luogo dove la parola raffigura la cosa" ossia diventa essa stessa realtà concreta.
Nel 2011 nel dibattito interviene Antonio Pennacchi , il quale nella prefazione sostiene la tesi secondo cui Metello costituisce a buon diritto un classico della letteratura italiana in quanto mette in luce problematiche ancora attuali : le morti "bianche" ossia gli incidenti mortali sul lavoro, la piaga del precariato che determina un peggioramento delle condizioni lavorative dei lavoratori, gli scioperi "ad oltranza", gli scontri tra manifestanti e forze dell’ordine.
Tuttavia, nell'evoluzione del romanzo, le debolezze di Metello grazie alla straordinaria forza della moglie Ersilia si trasformano in una nuova forza, in linfa vitale per continuare il lungo ed estenuante sciopero. È Ersilia il vero eroe del romanzo in quanto con la sua grinta e determinazione ricorda al marito che il "su babbo", Caco era stato un "renaiolo" che fino alla fine aveva combattuto per i diritti di tutti i lavoratori impegnati nei cantieri della "nuova Firenze".

## Edizioni
- Metello, Firenze, Vallecchi, 1955.
- Metello, Collana Narratori Italiani n.67, Milano, Mondadori, 1960.
- Vasco Pratolini, Romanzi e racconti vol. II, Meridiani, Mondadori, 2005, ISBN 8804362081.
- Metello, prefazione di Antonio Pennacchi, Collana Scrittori contemporanei, Milano: BUR, 2011, ISBN 978-88-17-04648-0.

### Edizioni in altre lingue
- trad. francese di Juliette Bertrand, Metello. Une histoire italienne, Paris, A. Michel, 1956.
- trad. polacca di Barbara Sieroszewska, Metello, Warszawa, Państwawy Instytut Wydawniczy, 1957.
- trad. ceca di Jaroslav Pokorný, Metello, Praha, Snklhu, 1957.
- trad. rumena di Alexandru Balaci, Metello, Bucureşti, Editură de Stat pentru Literatură şi Artă, 1957.
- trad. spagnola di Attilio Dabini, Metello. Una historia italiana, Buenos Aires, Losada, 1957.
- trad. tedesca di Hedwig Kehrli, Metello, der Maurer, Zürich, Büchergilde Gutenberg, 1957.
- trad. portoghese di António Ramos Rosa, Um rapaz de Florença, Lisboa, Publ. Europa-América, 1957.
- trad. svedese di Karin Alin, Metello, Stockholm: Tiden, 1958.
- trad. tedesca di Egon Wiszniewsky e Ernst-August Nicklas, Metello, Berlin, Verlag Volk u. Welt, 1959.
- trad. olandese di Johanna van den Borg-Henny, Een wijk in Florence. Roman, Amsterdam, Wereld-Bibliotheek, 1959.
- trad. ucraina di Anatolii Illichevskyi, Метелло, Київ: Державне видавництво художньої літератури, 1960.
- trad. ungherese di Éva Szabolcsi, Metello (olasz történet), Budapest, Táncsics, 1961.
- trad. slovena di Ivan Skušek, Metello, Ljubljani, Cankarjeva založba, 1962.
- trad. ebraica, מטלו Meṭelo, Tel-Aviv, ʻAm ʻOved, 1964.
- trad. catalana di Maria Aurèlia Capmany, Metello, Barcelona, Edic. 62, 1966.
- trad. inglese di Raymond Rosenthal, Metello. A Novel, London, Chatto & Windus / Boston, Little Brown, 1968.
- trad. albanese, Metelo Salani, Tirane, Frasheri, 1971.
- trad. cinese di Liting Liu e Huaqing Yuan, 麦德罗, Maidelou, Shanghai, Shanghai yi wen chu ban she, 1984.
- trad. spagnola di Carlos Manzano, Metello, Barcelona, Plaza & Janés, 1995.